# Conflicto de Bagua
El conflicto de Bagua se desarrolló en la ciudad peruana de Bagua, capital de la provincia homónima en el departamento de Amazonas. Dentro de la ciudad de Bagua, el 5 de junio de 2009 se dio un conflicto denominado el Baguazo entre la Policía Nacional del Perú (PNP) y las comunidades indígenas. Este enfrentamiento tuvo como principal reporte la muerte de 33 personas entre las cuales se encontraban 23 policías y 10 personas civiles.
El principal acontecimiento que inició este conflicto fue el bloqueo por las comunidades indígenas de una parte de la carretera Fernando Belaúnde Terry conocida la Curva del Diablo, debido a la promulgación de los decretos legislativos (DL) 1064 y 1090. Además del bloqueo de la carretera, ese mismo día los pobladores impidieron el funcionamiento de la estación 6 de Petroperú y tomaron como rehenes a policías y a personas que laboraban en el lugar.
Cabe señalar que lo acontecido en Bagua ha sido denominado por la Federación Internacional por los Derechos Humanos (FIDH) como un conflicto económico-político, el cual tiene sus orígenes desde años anteriores. Este organismo indica que el Estado aprobó los DL 1064 y 1090 con la finalidad de facilitar la implementación del Tratado de Libre Comercio (TLC) entre Perú y Estados Unidos. Sin embargo, el Gobierno peruano no respetó el Convenio 169 de la Organización Internacional del Trabajo (OIT) en el cual se señala que el Estado debe consultar y comunicar a las comunidades indígenas cualquier decreto que pueda afectar directamente a sus tierras

## Orígenes del conflicto
Existen causales diferentes para entender por qué se originó este conflicto. La causa principal fue que el gobierno de Alan García Pérez impulsó una ley para favorecer a los empresarios madereros y aceiteros que lucrarían explotando las tierras de los aborígenes, sin que se les consultara y sin asegurar que se mitigarían los daños ambientales en las tierras indígenas. Otra causal es mencionada por Dafne Lastra, quien señala que, durante los años anteriores antes de que ocurra el acontecimiento en Bagua, se firmaron diversos decretos legislativos con la finalidad de llevar a cabo el TLC entre Perú y Estados Unidos. Los más importantes fueron el DL N°1064 y DL N°1090, los cuales fueron considerados por las comunidades amazónicas como una violación a sus derechos de territorialidad

### Decreto Legislativo n.º 1064
Lo que se señala en este decreto es que se le brindaba facultades al Poder Ejecutivo para que realice modificaciones en el marco regulatorio así como en la mejora de la competitividad de la producción con el fin de facilitar la implementación del TLC con Estados Unidos. Además, los diversos artículos que se trataban en ese documento eran acerca del aprovechamiento de las tierras agrícolas, los predios rurales y los predios rurales comunales

### Decreto Legislativo n.º 1090
En el presente decreto se señalaba lo siguiente:

El Congreso de la República por Ley N° 29157 ha delegado en el Poder Ejecutivo la facultad de legislar por un plazo 180 (ciento ochenta) días calendario, sobre diversas materias relacionadas con la implementación del Acuerdo de Promoción Comercial Perú – Estados Unidos y su Protocolo de Enmienda; entre las que se encuentra mejorar el marco regulatorio y el fortalecimiento institucional de la gestión ambiental.

Los distintos artículos que se incluían en este decreto se refieren a definiciones acerca de los recursos forestales y de la fauna silvestre, también de su manejo y aprovechamiento así como la protección que se debería dar a ambos recursos.
Por otro lado, el DL N°1090 fue derogado por el Congreso de la República a través de la ley n.º 29382 publicada en el diario El peruano el día 17 de junio de 2009 dado el conflicto ocurrido en la ciudad de Bagua. La principal crítica que recibió este decreto fue que no se hizo una consulta previa a las comunidades indígenas acerca de lo que contenía.
Luego, en una perspectiva similar a la de Dafne Lestra, las investigadoras Dolorier y Paneque indican que fueron los decretos legislativos el punto determinante para que se dé el conflicto en Bagua, porque hubo un rechazo general por parte de las comunidades nativas debido al trasfondo económico que contenían. Estas investigadoras además señalaron que el conflicto ocurrido en Bagua mostraba las visiones distintas que tienen el Estado y las comunidades indígenas, el primero buscaba el desarrollo económico y no consideraba lo que pensaban las comunidades indígenas acerca de los decretos que afectaban las tierras que ellos habitan.
A diferencia de lo señalado por Lestra, Dolorier y Paneque, el doctor en Antropología e Historia Óscar Espinosa señala que solo tratar de explicar lo sucedido en Bagua por los decretos legislativos es insuficiente. Por ello, él señala que lo acontecido en Bagua ha sido el resultado de una historia de diversos enfrentamientos que venían realizando los pobladores indígenas para hacer respetar sus territorios y derechos
Él señala que esta historia se inicia a partir de la colonización promovida por el expresidente Belaúnde Terry a mediados del siglo XX al considerar a la selva un territorio no habitado, pero, como señala Espinosa, estos lugares siempre estuvieron habitados y sus pobladores sabían aprovechar de la mejor manera la tierra en la que vivían. Por otro lado, Óscar Espinosa señala como un factor importante la diferencia que existe entre las comunidades y el Estado en lo que se refiere al concepto de tierras y territorios.

#### Terminología Tierra – Territorio
Según Espinosa, si bien se indica que no debe existir diferencia entre estos dos términos, en el caso del Perú para las comunidades y el Estado sí existen diferencias. Por ejemplo, para el Estado se entiende que la tierra es un recurso económico que se debe utilizar para fines productivos, como la agricultura o la ganadería. En cambio, para las comunidades indígenas amazónicas el territorio es importante porque además de proveerles de bienes económicos también encuentran un pasado histórico y es sagrado; por estas razones lo buscan defender . Con respecto a esto último, Hinojosa, Rico y Toasa indican una posición similar a la de Espinosa, en la cual las comunidades indígenas buscan la defensa de los recursos de flora y fauna, sus tierras y los conocimientos ancestrales . Los enfoques antropológicos sostienen no obstante que «territorio es el espacio ocupado», el espacio «humanizado», en la idea de «terruño». No hay que olvidar que el concepto para fines de análisis ha sido tomado de la biología y de la ecología, que establecen una relación directa entre ambos conceptos.

## Cronología del Conflicto
La cronología del conflicto en Bagua ha sido detallada en el estudio realizado por Alimonda, Hoetmer y Saavedra, en el cual empiezan a describir los principales sucesos a partir de marzo de 2008 hasta el 5 de junio de 2009. A continuación se presentan ciertas fechas que estos autores presentaron en su investigación.
- 17-18 de marzo de 2008: Regiones de la selva peruana realizan paros por la Ley de Promoción de la Inversión Privada en Reforestación y Agroforestería.

- 19 de mayo de 2008: Organizaciones campesinas e indígenas de la Amazonía peruana cuestionan la promulgación del DL 1015 porque se les reducía la participación y la consulta que tenían y consideraban que afectaban a su propiedad.

- 27 de junio de 2008: Aprueban el decreto legislativo 1090.

- 9 de agosto de 2008: Comunidades indígenas realizan un paro indefinido convocado por la Asociación Interétnica de Desarrollo de la Selva Peruana (AIDESEP) con la finalidad de que se deroguen 30 decretos legislativos. El Congreso de la República llegó a derogarlos por el aumento de las protestas de las comunidades amazónicas.

- 9 de abril de 2009: Comunidades indígenas amazónicas de seis regiones del país realizan otro paro indefinido pidiendo la derogación del decreto legislativo 1090.

- 9 de mayo de 2009: El Gobierno peruano declara en estado de emergencia a varios distritos de la selva peruana: Sepahua (Ucayali) Napo, Morona (Loreto) e Imaza (Amazonas).

- 15 de mayo de 2009: Alberto Pizango señala que las conversaciones con representantes del Estado, como Yehude Simon y Javier Velásquez Quesquén, no han servido para solucionar el problema y convoca a que las comunidades indígenas vivan según sus propias leyes y costumbres ancestrales.

- 5 de junio de 2009: Luego de coordinaciones con los empresarios, el gobierno de Alan García dio la orden a la Policía Nacional del Perú, a través de la Dirección de Operaciones Especiales (DIROES) —actualmente se la denomina Dirección Nacional de Operaciones Especiales (DINOES)— para llevar a cabo el desbloqueo de la carretera Belaúnde Terry en la zona de la Curva del Diablo. Antes del amanecer, los efectivos policiales arremetieron sorpresivamente contra las comunidades indígenas, con lo cual resultaron muertos 23 indígenas y fueron gravemente heridos más de un centenar de indígenas. Posteriormente, en respuesta, los aborígenes —según sus leyes— capturaron a 10 policías armados y los ultimaron, resultando en un saldo de 33 personas muertas. Dicho acontecimiento es conocido como la masacre de Bagua o el Baguazo.

Ese mismo día, los pobladores de Bagua protestaron contra el Gobierno peruano y el ministro de Defensa de ese año, Ántero Flores-Aráoz, quien declaró en estado de emergencia esta ciudad, suspendiendo las garantías civiles. Cabe precisar que fue en la estación N°6 del oleoducto norperuano de Petroperú donde los indígenas awajún y wampis mataron a 10 de los 38 policías que tenían asediados, luego de haberse enterado de la masacre contra los 23 indígenas asesinados que había sucedido en la Curva del Diablo, los policías restantes fueron recogidos en una operación realizada por la DIROES.

## Después del conflicto
Una vez que terminó el conflicto en Bagua, Omar Cavero señala que se decidió hacer informes de investigación con la finalidad de conocer la realidad del problema de Bagua. Él indica que en total se realizaron tres informes de investigación: el primero a cargo de la Defensoría del Pueblo, el segundo llevado a cabo por el Congreso de la República y el último realizado por una mesa de diálogo entre el Gobierno y las comunidades amazónicas.

### Informe de la Defensoría del Pueblo
Omar Cavero señala que los resultados que presenta este informe son principalmente acerca de las víctimas así como de la situación y la condición de las personas involucradas en el conflicto (heridas y detenidas). Luego, no busca describir los hechos ocurridos ni las causas del mismo, pero sí trata de afirmar o negar los relatos obtenidos de los sucesos ocurridos en Bagua.  Por otro lado, la defensora del pueblo de esos años, Beatriz Merino, presentó este informe ante el Congreso de la República y presentó cuatro reflexiones importantes del conflicto ocurrido en Bagua Estas cuatro consideraciones son las siguientes: primero, brindar el derecho de consulta a los pueblos indígenas; segundo, una institucionalidad indígena presente, porque, durante el conflicto, el ente encargado —el Instituto Nacional de Desarrollo de los Pueblos Andinos (INDEPA)— estuvo debilitado; tercero, desarrollar un diálogo intercultural que no esté plenamente desarrollado por las autoridades del Estado, y por último formar un Estado inclusivo y sin discriminación a los pueblos indígenas, porque estas comunidades, para la mayoría de personas, están alejadas y no tienen mucha importancia.

### Informe del Congreso de la República
Este informe se llevó a cabo por una comisión de congresistas de diversos partidos políticos, entre los cuales se encontraban Guido Lombardi de Unidad Nacional; por parte del partido nacionalista, Víctor Isla Rojas; además, los apristas Humberto Falla y Wilder Calderón, y también conformaron la comisión los parlamentarios Moyano, Espinosa y Juan Perry.
Guido Lombardi presentó su informe aprobado por minoría en el cual señala lo siguiente: 

Los sucesos del 5 de junio de 2009 en Bagua y aledaños constituyen una trágica demostración del olvido y la marginación [a la] que ha sido condenada la población amazónica a lo largo de nuestra historia.

Los puntos importantes mencionados por Lombardi en este documento son acerca de que se cree que la selva está despoblada y lo que tiene de importante es la cantidad de recursos naturales que posee y por ello se puede prescindir de tomar en cuenta a las comunidades que habitan en el lugar y además que se ha incrementado la desconfianza de los pobladores indígenas con el Estado.

### Informe de la mesa de diálogo entre el Gobierno y las comunidades amazónicas
Este informe fue realizado por una mesa de diálogo entre el Gobierno y las comunidades afectadas en el conflicto. Esta mesa de diálogo creó una comisión especial para realizar los informes de investigación. Omar Cavero indica que esa comisión estuvo conformada por Jesús Manaces, Carmen Gonzáles, Pilar Mazzetti, Susana Pinilla, Ricardo Álvarez, Walter Gutiérrez y Manuel Bernales. Los tres primeros representaban la posición indígena, los siguientes dos la posición del Gobierno central y la última persona era un representante de los Gobiernos regionales. Se llegaron a presentar dos informes: uno el 21 de diciembre de 2009 y el otro en abril de 2010.
El primer informe señala características importantes en las que se encontraban las comunidades amazónicas; por ejemplo, el hecho de que los indígenas vivían en una gran pobreza; luego, se señaló el crecimiento económico que ha tenido el país durante los años anteriores al 2009 y que las políticas públicas no han llegado a las comunidades donde ocurrió el conflicto. También, se señaló que estas poblaciones indígenas han sido excluidas socialmente, dado que no tenían el acceso a servicios básicos, como el agua, el desagüe, la luz y una educación de calidad. Además de todo esto, se indica que ha existido y existe una exclusión étnico-cultural y los maltratos que han sufrido estas comunidades durante la historia.
Por último, los avances que se han dado desde que ocurrió el conflicto de Bagua han sido la aprobación de la ley de consulta previa y con ello el jefe de programas indígenas de la Defensoría del Pueblo, Daniel Sánchez Velásquez, indicó que ya se han llevado diez procesos de estos. Sin embargo, siguen cuestionamientos a leyes decretadas por el Gobierno peruano, como las leyes 30230 y 30237.

## Consecuencias del conflicto
Un análisis general acerca de las consecuencias de un conflicto social fue desarrollado por la Defensoría del Pueblo, que consideró en su investigación los hechos ocurridos en Bagua. Se señalan tres tipos de consecuencias. La primera es respecto a los derechos humanos, donde se toma en consideración a las personas fallecidas (civiles, indígenas y autoridades), así como a los heridos. La segunda se refiere a lo social y a lo político, donde las consecuencias se refieren a que se defiende algo que se considera justo y se pierde el respeto por las autoridades del orden, como la Policía Nacional. La última hace referencia a las consecuencias económicas, tanto a un nivel micro como a un nivel macro, donde se ven perjudicados los pequeñas negocios por el cierre o destrucción de sus locales debido a los conflictos que se desarrollan. También se sufren pérdidas, pero a mayor escala, por el cierre temporal o permanente de las diversas actividades que se desarrollaban en esa zona; por ejemplo, el cierre de una hidrocarburífera (Petroperú)
Un análisis acerca de las principales consecuencias halladas por los diversos informes presentados después de lo ocurrido en Bagua fue realizado por Omar Cavero. Con respecto a las consecuencias sociales, él afirma que las investigaciones no se contradicen en el número de muertos ni heridos; por lo cual no se puede señalar que hayan existido fosas ocultas ni desapariciones. Sin embargo, existe un sesgo por resaltar las muertes de los policías y dejar de lado a los indígenas y civiles fallecidos, así como de los diversos heridos a causa del conflicto. Luego, a lo que se refiere el tema económico, Cavero señala que el informe realizado por Mazzetti menciona las pérdidas de Petroperú de alrededor de 7 millones de dólares y no se toma en cuenta las pérdidas que tuvo la región de Amazonas ni de las diversas actividades que realizaban los pobladores de esa zona.